# 라헬 (1996년)
라헬(본명: 최지수, 1996년 10월 20일 ~ )은 대한민국 여성 가수 겸 뮤지컬 배우이다.

## 주요 이력
2016년 6월 23일, 걸 그룹 A.De의 구성원으로 데뷔하였다. 그 후 2017년에 뮤지컬 《프리파라》로 뮤지컬배우 데뷔하였으며 같은 해(2017년) JTBC TV 프로그램 《믹스나인》에도 참가하여 재차 음악적 명성을 얻었다.

## 출연작

### 뮤지컬
- 2017년 《프리파라》

### TV 프로그램
- 2017년 JTBC 《믹스나인》